# Исходная линия

Морские зоны в соответствии с Конвенцией ООН по морскому праву.

Исходная линия — в морском праве, линия, от которой отсчитываются территориальные воды, прилежащая зона, исключительная экономическая зона и границы шельфа. Различают нормальную исходную линию, прямую исходную линию и исходную линию для архипелагов. Основным источником права, регулирующим определение исходной линии является Конвенция ООН по морскому праву.

## Нормальная исходная линия
Нормальная исходная линия — это линия наибольшего отлива вдоль берега, указанная на официально признанных прибрежным государством морских картах крупного масштаба.

## Прямая исходная линия
Если побережье сильно изрезано или береговая линия крайне непостоянна, могут быть выбраны определенные точки на берегу или на линии наибольшего отлива. Соединение этих точек даст прямую исходную линию, от которой будут отсчитываться различные зоны. Система прямых исходных линий не может применяться государством таким образом, чтобы территориальные воды другого государства оказались отрезанными от открытого моря или исключительной экономической зоны.